# Кемуль
Кемуль — село в Пермском крае России. Входит в Чайковский городской округ.

## География
Село расположено на реке Малая Ужуиха (приток реки Большая Ужуиха), примерно в 9 км к юго-западу от посёлка Прикамского и 17,5 км к юго-западу от города Чайковского.

## Население
| 2010 |
| ---- |
| 557  |

## История
С 2004 до 2018 года входило в состав ныне упразднённого Ольховского сельского поселения Чайковского муниципального района.

## Улицы
В селе имеются улицы:
- Заречная ул.
- Комсомольская ул.
- Школьная ул.
- Яблоневая ул.

## Топографические карты
- Лист карты O-39-Г.